# Habitatge al carrer Gurb, 9 (Vic)
Habitatge al carrer Gurb, 9 és una obra amb elements eclèctics i gòtics de Vic (Osona) inclosa a l'Inventari del Patrimoni Arquitectònic de Catalunya.

## Descripció
Edifici civil.
Casa entre mitgeres. Consta de planta baixa i tres pisos. La façana presenta un eix de composició vertical i descentrat. El ràfec és amb colls de fusta i coberta de teula àrab. La mida de les obertures disminueix amb l'alçada.
S'obren dos portals rectangulars a la planta i un de lateral. Als pisos s'obren balcons aparellats amb baranes de ferro. Damunt el portal lateral hi ha petites finestres i un balcó.
Cal remarcar la fornícula encastada a la paret de la façana. Es troba recolzada damunt una estreta llosana motllurada que abasta els dos balcons del primer pis de l'edifici.
Presenta un arc flamíger amb pinacles amb motius vegetals al centre i als laterals. Els pinacles laterals descansen sobre unes columnetes amb decoracions cilíndriques, a la paret amb un relleu més baix hi ha motius vegetals. A la part baixa, sota un arc de mig punt hi ha una escultura de Sant Albert i a la part superior dins un arc més petit s'hi inscriu la figura de la Verge del Carme.
És esculpida en pedra de color clar i ha estat restaurada. Cal valorar el treball de la pedra i el valor simbòlic pels habitants del carrer ja que Sant Albert n'és el patró.

## Història
L'antic camí de Gurb sorgí com la prolongació del carrer de les Neus vers el segle xii i on s'anaren transformant les masies i edificacions en cases entre mitgeres que seguien el traçat natural del camí. Al segle xv es construí l'església gòtica dels Carmelitans prop de l'actual carrer Arquebisbe Alemany, enderrocada el 1655 en convertir-se la ciutat en plaça fortificada contra els francesos durant la guerra dels Segadors. Als segles XVII-XVIII es construí l'actual convent i l'església dels Carmelitans calçats. Al segle xviii la ciutat experimenta un fort creixement i aquests carrers itinerants es renoven formant part de l'Eixample Morató. Al segle xix, amb la urbanització de l'Horta d'en Xandri entre el carrer Gurb i de Manlleu també es renova. Actualment el carrer viu una etapa d'estancament i convindria revitalitzar-lo
L'edifici denota una reforma de finals de segle xix.
No es pot precisar la data en què fou esculpida la capella per bé que l'arc sembla d'estil flamíger, de finals del gòtic. L'emplaçament actual possiblement provingui d'alguna reforma.